# Ben Visser (ChristenUnie)
Ben Visser (Urk, 4 oktober 1981) is een Nederlands politicus en bestuurder. Hij is lid van de ChristenUnie. Sinds 15 januari 2022 is hij burgemeester van Eemsdelta. Sinds april 2024 is hij penningmeester van het Nederlands Genootschap van Burgemeesters (NGB).

## Maatschappelijke carrière
Na een mbo-opleiding in het openbaar bestuur volgde Visser aan de hogeschool Windesheim te Zwolle van 2002 tot 2007 de hbo-opleiding international business & languages. Reeds gedurende deze studie was hij werkzaam als consultant bij Visser Consultancy, Visser Con BV. Met zijn bachelor op zak werd hij verantwoordelijk voor de verkoopactiviteiten van Ekofisch Group BV, een mede door hem gevestigd bedrijf waar hij zich met name bezighield met het invoeren en neerzetten van een nieuw en ook buiten de landsgrenzen inzetbaar marketinginstrument voor de visserij op de Noordzee met duurzaamheid als belangrijke voorwaarde.

## Politieke carrière
Visser was van 2007 tot 2010 lid van de gemeenteraad van Urk en vervolgens van 2010 tot 2013 wethouder van deze in Flevoland gelegen gemeente. Als wethouder had hij cultuur, economie, havenbedrijf, ict, toerisme en visserij in zijn portefeuille. Vanaf 26 september 2013 was hij burgemeester van de Gelderse gemeente Scherpenzeel. Op die datum loste hij als 31-jarige Pieter Verhoeve (burgemeester van Oudewater) af als jongste burgemeester van Nederland en werd daarmee drager van de Rode lantaarn, de aanduiding van dit record. Drieënhalf jaar later werd Joris Bengevoord de jongste burgemeester. Voor de Tweede Kamerverkiezingen 2017 was Visser kandidaat nummer 27 en wist hij 217 stemmen te vergaren.
In oktober 2017 moest Visser wegens ziekte tijdelijk terugtreden. Vanaf 21 november 2017 werd hij vervangen door Corry van Rhee-Oud Ammerveld. Per 1 juni 2018 trad hij af en stapte over naar het bedrijfsleven; hij werd directeur bij afvalverwerkingsbedrijf Remondis. Nadien werd hij in 2020 docent economie aan de PZ Scholengemeenschap en was hij zelfstandig consultant. Daarnaast volgde hij een Executive Master of Public and Non-Profit Management aan de TIAS School for Business and Society die hij afrondde met een masterscriptie over burgemeesterlijk vakmanschap.
Op 28 oktober 2021 heeft de gemeenteraad van Eemsdelta Visser voorgedragen als nieuwe burgemeester van deze gemeente. Op 6 december van dat jaar werd bekend dat de minister van Binnenlandse Zaken en Koninkrijkrelaties Visser per 15 januari 2022 liet benoemen bij koninklijk besluit als burgemeester van Eemsdelta. Op 17 januari van dat jaar werd hij geïnstalleerd. In april 2024 werd hij penningmeester van het Nederlands Genootschap van Burgemeesters (NGB).

## Persoonlijk
Visser is getrouwd en heeft twee dochters en drie zoons. Hij is lid van de Christelijke Gereformeerde Kerken (CGK).